# Курортный Городок
Куро́ртный Городо́к — микрорайон в Адлерском районе города Сочи, Краснодарский край, Россия. В центре курортного городка находится одноимённый курортный комплекс. В состав комплекса входят 14-этажные пансионаты «Коралл», «Дельфин», «Фрегат», отели Mone и Volna Resort расположенные непосредственно возле берега моря, а также малые пансионаты «Нептун», «Смена», расположенные на расстоянии около 200 м от моря.

## География
Микрорайон находится на берегу моря, между микрорайонами Адлер и Кудепста, на территории 40 гектаров и располагает инфраструктурой, включая аквапарк «Амфибиус», открывшийся в 1999 году Сочинский филиал Утришского дельфинария, океанариум, два бассейна, спортивные центры, теннисные корты, аллеи из кипарисов и других экзотических растений.

## История
Объектом первоочередной застройки по генеральному плану развития Сочи, разработанном архитекторами Гипргора М. Комаровым, Ф. Янсоном и другими в 1965 году, был намечен Адлерский Курортный городок на 7050 мест. Президиум Совета Министров поручил ВЦСПС рассмотреть вопрос об улучшении качества строительства и благоустройства здравниц в Адлерском районе, возводимых с 1965 г. строительными организациями Главсочиспецстроя Минпромстроя СССР. На стройке, по данным 1967 года, было занято 700 рабочих (Макаров 2012, С.40-41).
К 1 мая 1967 г. были готовы к заселению три спальных корпуса на 300 мест каждый и один — на 625 мест; построен ресторан на 1050 мест и летний кинотеатр. 5 мая завершились работы по строительству сетей канализационной станции с глубоководным выпуском в море (Макаров 2012, С.41).
В 1971-75 гг. возвели ещё 4 спальных корпуса на 969 мест, 3 столовых и подсобные помещения. В результате вместимость Адлерского курортного городка превысила 3 тысячи мест (Адлер — курорт. Кавминводы, 1997. С.5-6, цитируется по: Макаров 2012, С.41).

## Транспорт
От аэропорта Сочи — 5 км, от ж/д вокзала Адлер — 3 км, от центра г. Сочи — 25 км (30 мин езды на автобусе).
Действует морской причал. Предлагалось, что маршрут № 3 «Морской Сочи» будет проходить по черноморскому побережью с остановками на морских причалах Сочи, Мацесты, Курортного городка, Адлера (Akhmerova, V. A. 2018).